# Hermann Hopf (Cellist)
Hermann Hopf (* 8. Januar 1871 in Weimar; † 1930) war ein deutscher Violoncellist und Komponist der Romantik.

## Leben und Werk
Hopf studierte von 1885 bis 1889 am Weimarer Konservatorium bei Leopold Grützmacher (1835–1900). In Mannheim absolvierte er seinen Militärdienst und wirkte dort Cellist. Anschließend wurde er Solocellist in Baden bei Wien und in Sankt Petersburg. Von 1891 bis 1893 wirkte er als Solist am Görlitzer Stadttheater und wechselte an das Stadttheater nach Königsberg in Preußen, wo er am Konservatorium als Lehrer tätig war und Mitglied des Königsberger Streichquartetts wurde. Bis 1914 wirkte er als Solist am Stadttheater Königsberg. Er spielte zu dieser Zeit im Max-Brode-Streichquartett und unterrichtete an dem von Emil Kühns geleiteten und damals nach ihm benannten Konservatorium in Königsberg. Von 1902 bis 1914 spielte er im Bayreuther Festspielorchester.
Nach dem Ersten Weltkrieg trat Hermann Hopf weiterhin als Ensemblespieler auf, unter anderem in den frühen 1920er Jahren im Klaviertrio mit Käthe von Gizycki (Klavier) und Gabriele Wietrowetz (Violine) sowie im Streichquartett von Gustav Havemann (Gustav Havemann, 1. Violine; Georg Kniestädt, 2. Violine; und Hans Mahlke, Viola).
Im letztgenannten Ensemble wirkte er an den Uraufführungen der Serenade Op. 4 von Ernst Krenek und des Streichquartettes Op. 4 von Alois Hába beim ersten Festival für Neue Musik in Donaueschingen (1921) mit.
Er schrieb Elegien für Violoncello und Orchester (uraufgeführt von Gregor Piatigorsky) und eine Reihe kleinerer Kammermusikwerke.